# Кириченко Людмила Федорівна
Кириченко Людмила Федорівна — український політичний та громадський діяч, голова міжнародної організації «Берегиня Світу». Народний депутат України 5-го скликання з кінця травня 2006 року. Обрана від Партії регіонів.

## Біографія
Народилася 21 липня 1949 року у селі Якимівка Запорізької області у родині селян. Після отримання середньої освіти склала іспити до Комунарського гірничо-металургійного інституту, де і закінчила факультет «Економіка та організація будівельного виробництва».
З 1977 року розпочався шлях з інженера лабораторії ТСО Комунарського металургійного комбінату до науковця в Інституті економіки промисловості Академії наук України в Луганську.
Кандидат економічних наук, дисертація стосувалася нових форм господарювання в промисловості.
З 1994 року очолює науково-консультаційну фірму «Аналітик-Аудит», надаючи послуги економічного та юридичного характеру підприємствам, які працюють у нових економічних умовах.
З 1998 року активно займається громадською діяльністю, очолювала обласну спілку «Берегиня» на Луганщині.
З листопада 2003 року — голова Всеукраїнської спілки «Берегиня України».
З лютого 2008 року — голова міжнародної організації «Берегиня Світу».